# Ficus Ruminalis
Ficus Ruminalis era una figuera salvatge que es trobava als peus del turó del Palatí, a Roma, davant de l'entrada de la cova Lupercal, lloc on Ròmul i Rem van ser descoberts pel pastor Faustulus. El seu nom prové de que aquest arbre estava dedicat originàriament a la deessa Rumina que presidia la lactància materna (en llatí, rumis vol dir mamella), o, segons Plutarc, «perquè els animals remugants al migdia, descansaven sota la seva ombra» (en llatí, ruma designa el ventre d'un animal i ruminalis vol dir «remugant»).
Varró situa la figuera prop del Germal, el cim occidental del Palatí, i diu que el nom prové de la paraula germani, que vol dir els germans, és a dir, Ròmul i Rem, segons una etimologia incerta. A la vora hi havia un temple dedicat a Rumina, protectora dels lactants. Una altra tradició situa el ficus Ruminalis al Fòrum Romà, als afores del comitium, on era objecte de culte. Segons Jérôme Carcopino i Pierre Grimal, aquesta contradicció es resolia amb una nova llegenda relatada per Plini el Vell que diu que sota el regnat de Tarquini Prisc, l'àugur Attus Navi hauria agafat la figuera palatina per replantar-la al Comitium de la Cúria, santificant així aquest emplaçament.
Tàcit diu que la figuera de Comitium va morir a finals de l'any 58, fet que es va considerar un mal presagi, però que posteriorment va tornar a créixer.